# 葉耀邦
葉耀邦（英語：Yip Yiu Pong，1999年1月18日—）生於香港，是一名香港籃球運動員，主打前鋒。現時效力香港甲一籃球聯賽球隊南華。葉耀邦的母親是職業籃球球員，他受母親的感染，也決定成為一名職業球員。他曾拜香港籃球運動員胡國鋒為師，向他學習籃球運動中的技巧。

## 國際賽生涯
2023年9月，葉耀邦入選杭州第19屆亞運會中國香港體育代表團籃球項目運動員名單。

## 外部連結
- 葉耀邦在fiba.basketball（英语）
- 葉耀邦在archive.fiba.com（archived）（英语）
- 葉耀邦在fiba3x3.com（英语）
- 葉耀邦在Eurobasket.com（球員）（英语）
- 葉耀邦在RealGM（英语）